# 筒井伸輔
筒井 伸輔（つつい しんすけ、1968年〈昭和43年〉8月21日 - 2020年2月24日）は、日本の画家。作家である筒井康隆の長男。

## 経歴
東京都新宿区信濃町の慶應義塾大学病院で、小説家筒井康隆の一人息子として生まれた。当時の住まいは渋谷区であったが両親とも関西出身であり、まもなく母の実家が近い神戸市垂水区に転居。同地で育つ。兵庫県立須磨東高等学校を経て武蔵野美術大学油画科を卒業。
妻の智子（1969年10月21日 - ）は岩崎智子の名で画家として活動しており、筒井康隆の『佇むひと』角川文庫版の表紙を手がけている。
澁澤龍彦や森茉莉を愛読する一方で父の作品には関心がない。本が好きで古本屋を開こうと思っていたこともあるが、画家になり一貫して蜜蝋を使って昆虫をモチーフとした作品を制作した。ミズマアートギャラリー所属。
2012年7月13日より、『朝日新聞』にて康隆の連載小説『聖痕』の挿絵を担当した。
2020年2月24日、食道癌により逝去、51歳没。
2021年1月、父の康隆が伸輔を題材にした短編『川のほとり』を『新潮』2月号で発表した。